# Dunya Maumoon
Dunya Maumoon (20 de març de 1970) és l'exministra d'Afers Exteriors (2013-2016) i la exviceministra de Salut (2017-2018) del Govern de les Maldives
El 5 de juliol de l'any 2016 va anunciar públicament la seva renúncia com ministra d'Afers Exteriors per «desacords irreconciliables» sobre la implementació de la pena de mort al país per part del govern que ella en formava part. Una decisió qualificada per ella mateixa com «precipitada» en un moment «en què s'estan plantejant serioses preguntes, i s'estan expressant preocupacions, sobre l'administració de justícia a les Maldives» i per les seves conseqüències negatives a la imatge i la reputació de les Maldives. Segons els mitjans locals de comunicació, era a causa del resultat de les diferències entre el seu pare, el president del país Maumoon Abdul Gayoom que va governar el país des de l'any 1978 fins 2008, i el seu oncle, l'aleshores president de les Maldives Abdulla Yameen.
A principis de gener de 2017, va tornar a unir al mateix govern liderat per Yameen com a viceministra al ministeri de Salut liderat pel Abdulla Nazim. El 6 de febrer de 2018 va dimitir com a protesta per la detenció del seu pare, el germà de l'aleshores president Yameen, que havia sigut acusat per «conspiració amb l'oposició per derrocar el govern».